# Schloss Holte

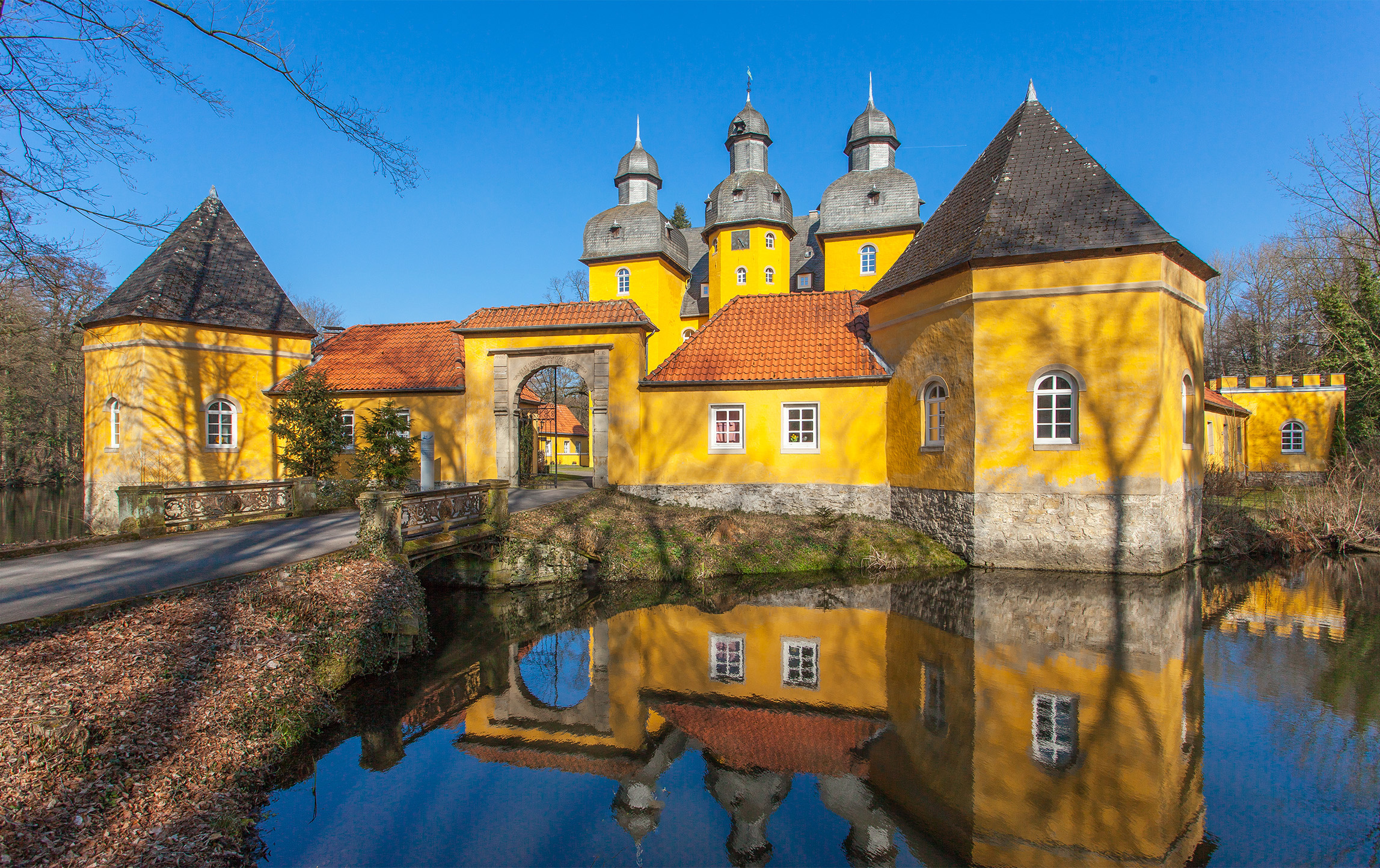
Schloss Holte, Ansicht von Südwesten

Das Schloss Holte ist ein barockes Wasserschloss aus dem 17. Jahrhundert im ostwestfälischen Schloß Holte-Stukenbrock in Nordrhein-Westfalen. Es ist der Nachfolgebau einer Wasserburg des 14. Jahrhunderts, die 1556 durch ein Feuer zerstört wurde. Von 1608 bis 1616 unter Einbezug vorhandener Baureste von Graf Johann III. von Ostfriesland und seiner Frau Sabina Catharina von Rietberg als Jagdschloss wiederaufgebaut, gelangte es durch Heirat Ende des 17. Jahrhunderts an die Familie der Grafen von Kaunitz. Im Jahr 1822 erwarb Friedrich Ludwig Tenge die vernachlässigte Anlage und baute sie zu einem Wohnsitz für seinen Schwiegersohn um. Zeitgleich ließ der Unternehmer südlich des Schlosses eine Eisenhütte errichten. Das Anwesen ist heute noch Privatbesitz der Familie Tenge-Rietberg, die im Schloss Mietwohnungen eingerichtet hat. Die Gebäude und der Park sind nicht zu besichtigen.

## Geschichte
Die Wurzeln des heutigen Schlosses liegen in einer wehrhaften Burg, die wohl in der zweiten Hälfte des 14. Jahrhunderts errichtet wurde. Zu jener Zeit bestand die Anlage aus einem befestigten Burghaus mit zwei Türmen und einer Kapelle. Ihre Erbauer waren aller Wahrscheinlichkeit nach Konrad III. von Rietberg und seine Frau Irmiswind von Reifferscheid. Die Grafen von Rietberg, nutzten sie als Grenzbastion gegen die Herrschaft Lippe, die nördlich an ihre reichsunmittelbare Grafschaft grenzte. Die damalige Burg erfüllte somit die Funktion einer Landesburg, die 1529 erstmals urkundlich erwähnt wurde. Im Jahr 1541 musste Landgraf Philipp von Hessen als Lehnsherr der Region einen Streit zwischen den Stiefbrüdern Otto IV. und Johann II. von Rietberg um die Grafschaft schlichten. Das „Hauß die Holte genannt“ kam daraufhin als Allodialbesitz an Otto IV., der ihn aber schon kurze Zeit später im Schmalkaldischen Krieg wieder verlor. 1551/1552 gelangte die Anlage an Johann II. Während seiner Zeit als Burgherr wurde die Anlage durch lippische Soldaten zerstört, denn Johann II. lag im Streit mit Bernhard VIII. zur Lippe, der Haus Holte 1556 niederbrennen ließ.

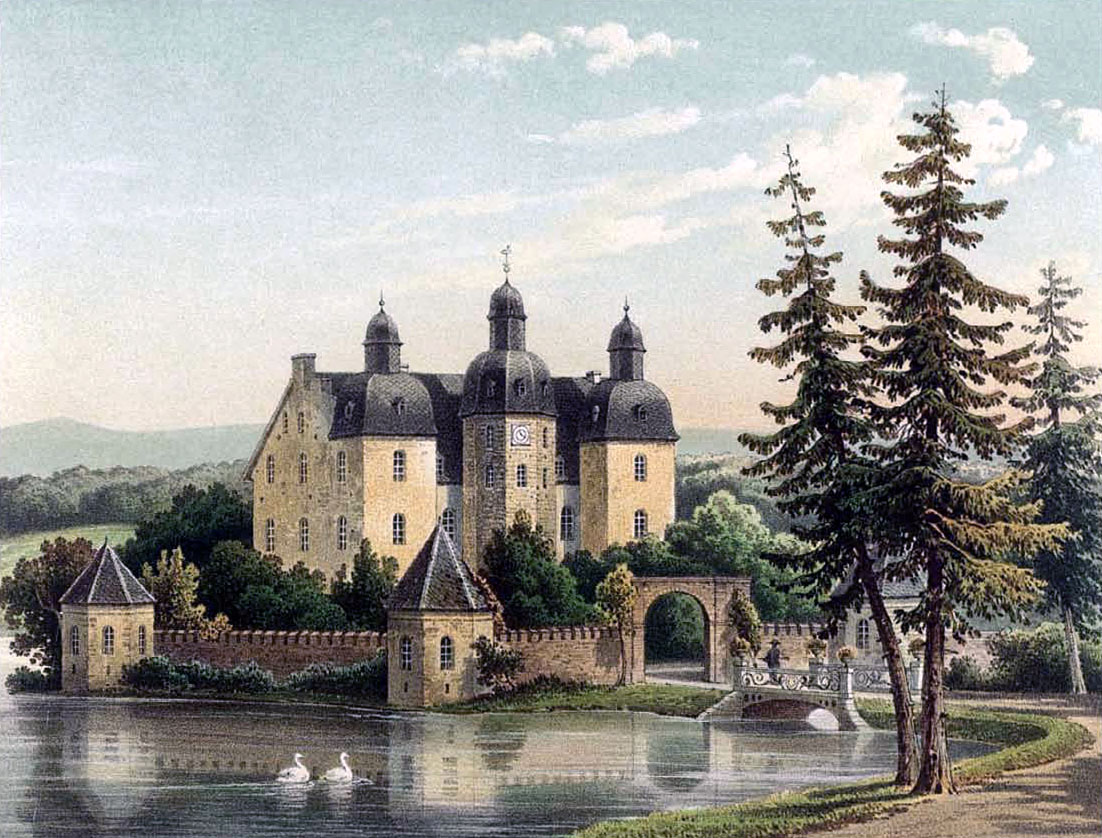
Schloss Holte auf einer Lithografie von 1864/65

Mit Johanns Tod im Jahr 1562 starb seine Familie im Mannesstamm aus. Durch die Heirat seiner Tochter Walburgis gelangte Haus Holte mitsamt der ganzen Grafschaft Rietberg an die Grafen von Ostfriesland. Walburgisʼ Tochter Sabina Catharina und ihr Mann Johann III. von Ostfriesland ließen Holte vermutlich ab 1608 auf den Fundamenten der Vorgängeranlage als Jagdschloss wiederaufbauen. Möglicherweise war dabei derselbe Baumeister in Holte wie am Schloss Rietberg tätig. Ungeklärt ist bisher, wie viel von der Ruine der alten Burg im Neubau Wiederverwendung fand.  Die Bauarbeiten waren 1616 beendet. Unter den Grafen von Ostfriesland wurde die Grafschaft Rietberg rekatholisiert. Johanns III. und Sabinas Sohn Johann IV. begann zusammen mit seiner Frau Anna Katharina von Salm-Reifferscheidt den Bau einer neuen, der heiligen Ursula gewidmeten Schlosskapelle und ließ 1630 dafür eine neue Glocke gießen. Die Kapelle befand sich unter der Observanz der Minoriten und erhielt ihre Weihe im Jahr 1654 durch den Paderborner Weihbischof Frick. Vermutlich war sie erst kurz zuvor fertiggestellt worden. Im Jahr 1664 waren weitere Bauarbeiten im Gange; entweder weil das Schloss erst in jenem Jahr endgültig fertiggestellt oder weil es umgebaut wurde. Die Anlage bestand damals aus einem rechteckigen Herrenhaus mit einem Treppenturm und zwei Ecktürmen mit barocken Hauben, die von einer sechseckigen Ringmauer mit Türmen an den Ecken umgeben war. Vermutlich führte eine Zugbrücke über die Gräfte zum Tor in der Umfassungsmauer.
1687 starb mit Ferdinand Maximilian der letzte Graf von Ostfriesland. Seine Erbtochter Maria Ernestine Francisca wurde erst zwei Monate nach seinem Tod geboren. Die Regentschaft in der Grafschaft Rietberg übernahm deshalb vorerst ihr Onkel, ehe Kaiser Leopold I. andere Vormünder für das minderjährige Mädchen einsetzte. Mit ihrer Heirat 1699 brachte sie den Besitz an ihren Mann, den mährischen Grafen Maximilian Ulrich von Kaunitz. Anlässlich der Eheschließung wurde eine Beschreibung des Schlosses erstellt, in der 19 Zimmer im Hauptgebäude und weitere Räume in den Nebengebäuden erwähnt wurden. Das Paar hielt sich jedoch fast immer am kaiserlichen Hof in Wien oder in Mähren auf, wo der neue Schlossherr das Amt des Landeshauptmanns bekleidete. Es ist nicht sicher, ob die beiden oder ihre Nachfahren jemals in Holte gewesen sind. Unter Dominik Andreas von Kaunitz-Rietberg wurde die Grafschaft mediatisiert und zunächst dem napoleonischen Königreich Westphalen zugeschlagen, ehe sie 1818 in den preußischen Kreis Wiedenbrück eingegliedert wurde.

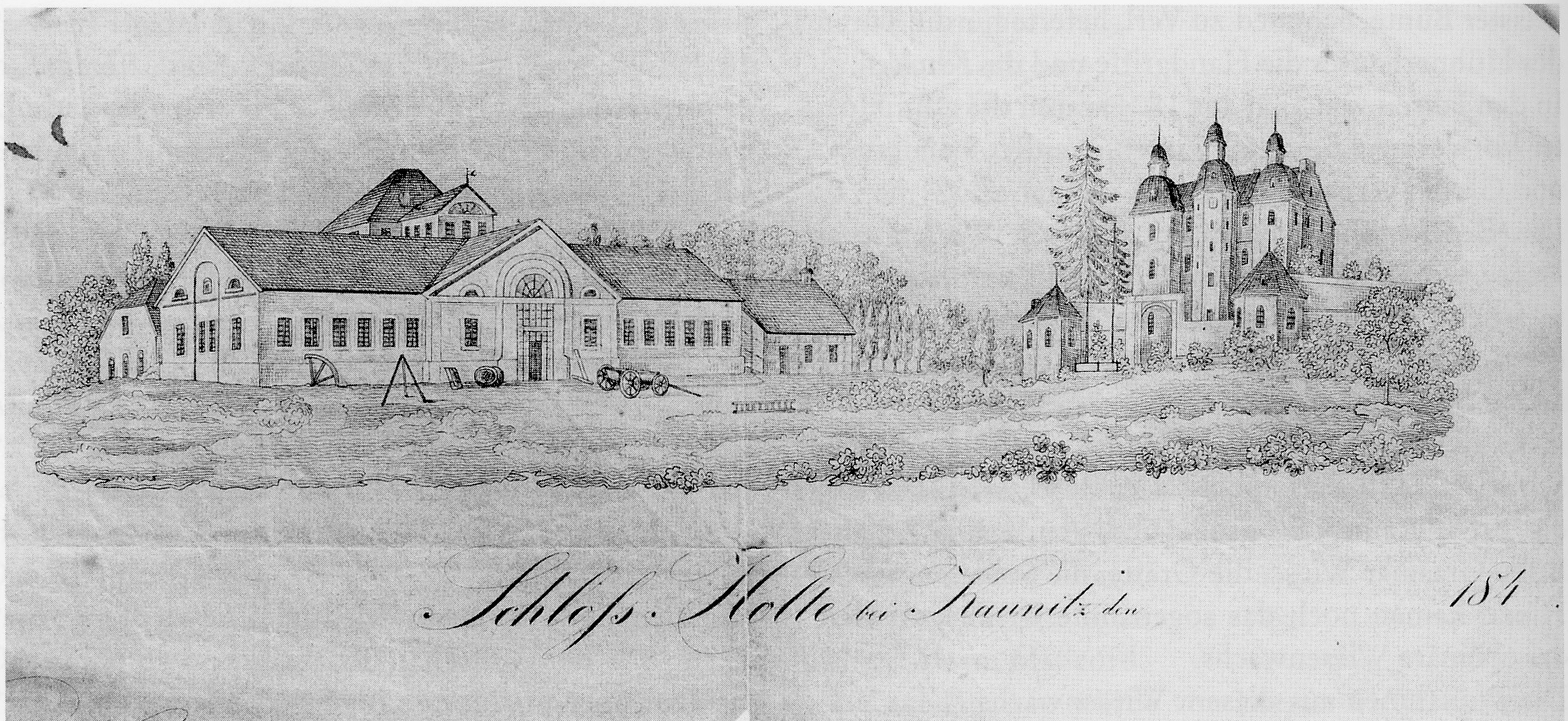
Abbildung des Schlosses mit der Holter Eisenhütte aus dem Jahr 1842

Nach Ende der Grafschaft als Territorium veräußerte Graf Aloys von Kaunitz-Rietberg Schloss Holte mit dem gesamten übrigen Besitz der Grafen von Rietberg am 22. September 1822 für 340.000 Augsburger Gulden (ca. 225.000 Reichstaler) an den Rittergutsbesitzer Friedrich Ludwig Tenge, der auf dem Gut Barkhausen wohnte. Zum Zeitpunkt des Verkaufs war die gesamte Anlage in einem stark vernachlässigten Zustand. Tenge ließ sie ab 1839 instand setzen, modernisieren und als Wohnsitz für seinen Schwiegersohn Julius Meyer umbauen. Leitender Architekt für die durchgreifenden Veränderungen war der Baumeister Althof aus Bielefeld. Das Haupthaus erhielt dabei ein neues Schieferdach und die rechteckigen Renaissance-Fenster bekamen einen barocken Rundbogenabschluss. Zudem wurde unter Tenge die schmale Gräfte zu einem Hausteich mit Insel erweitert. Zu weiteren Veränderungen gehörten der Umbau der rundbogigen Hofeinfahrt und das Anbringen eines gusseisernen Brückengeländers. Dieses stammte aus der von Tenge südlich des Schlosses errichteten Eisenhütte, in der das in der Senne vorhandene Raseneisenerz verhüttet und verarbeitet wurde. Da die Hütte ab 1839 im Bereich des Schlossgartens gebaut worden war, ließ Tenge als Ersatz einen neuen Garten nördlich das Schlosses anlegen. Dafür wurde 1840 der nördliche Teilabschnitt der Ringmauer niedergelegt und ein Damm zur Insel im Schlossteich aufgeschüttet. Auf dem so gewonnenen Areal und der Insel ließ der Schlossherr anschließend einen Englischen Landschaftsgarten anlegen. Zur gleichen Zeit entstanden auf dem Schlossgrund einige Stauteiche, die zum Betrieb der Eisenhütte notwendig waren. Im Schloss kam es in den Jahren vor der Revolution 1848/1849 zu wiederholten Treffen von Demokraten des Vormärz, die den sogenannten „Holter Kreis“ bildeten. Zu ihm gehörten neben Julius Meyer u. a. Otto Lüning, Georg Herwegh, Rudolf Rempel und Hermann Kriege. Schlossherr Meyer und seine Frau Hermine gaben die Anlage 1846 aber als Wohnsitz auf, weil sie andernorts Eigentum erworben hatten. Am Neujahrstag 1864 brannten das Dach und das Gewölbe der Schlosskapelle ab.

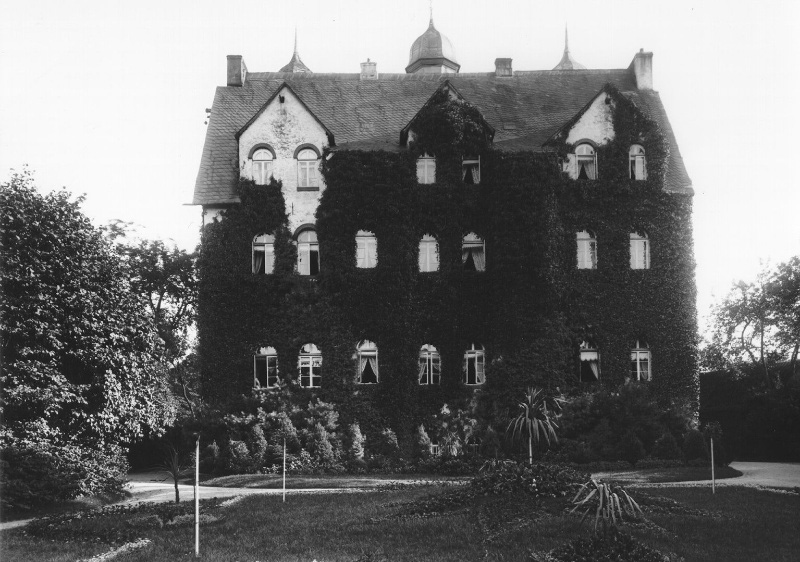
Gartenfassade des Schlosses im Jahr 1899

1927 erhielt das Schloss einen neuen Anstrich. An Ostern des Jahres 1945 beschlagnahmten amerikanische Truppen die Anlage. Sie räumten das Schloss im Sommer des gleichen Jahres aber wieder, sodass die Eigentümerfamilie zurückkehren konnte. Zwei Jahre später wurde die kleine Schlosskapelle nach Plänen des Berliner Architekten Werner March erweitert, denn bis 1947 war die evangelische Gemeinde durch Flüchtlinge derart stark angewachsen, dass das kleine Gotteshaus nicht mehr genügend Platz für alle Gläubigen bot und um sechs Meter verlängert werden musste. Dabei entdeckten Bauarbeiter im Altarsockel eine alte Mensaplatte aus Sandstein mit den Abbildungen zweier Wappen. Eines davon gehörte den Rietberger Grafen. Bei weiteren Bauarbeiten im Jahr 1955 wurde im Herrenhaus eine alte Balkendecke mit Stuckverzierungen freigelegt.
Carl Friedrich Tenge-Rietberg ließ das gesamte Schloss ab 1978 gründlich renovieren und dabei das Aussehen der Anlage nach ihrem Umbau 1839/1840 wiederherstellen. Die Deckung des Daches aus Naturschiefer wurde ersetzt und die Kapelle wieder auf die ursprünglichen Proportionen gebracht. Außerdem erhielten alle Gebäude ihren heutigen ockergelben Anstrich. Die Industrieanlagen der stillgelegten Holter Eisenhütte wurden 1979 abgerissen. Das Innere des Herrenhauses und der Randbebauung sowie der Tortürme ließ der Eigentümer zudem in Wohnungen umwandeln. Weil das Schloss seither zu privaten Wohnzwecken dient, ist es aus diesem Grund nicht für die Öffentlichkeit zugänglich.

## Beschreibung

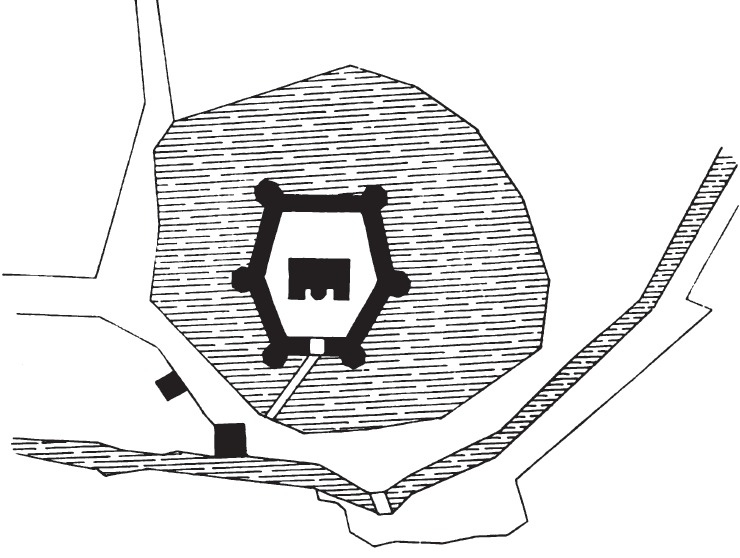
Lageplan von 1899

Das Schloss Holte steht in der Senne rund 800 Meter südwestlich des Ortskerns von Schloß Holte-Stukenbrock im Holter Wald. Das etwa ein Hektar große Anwesen liegt an der Landstraße L751 nach Kaunitz. Zu ihm gehört ein das Schloss umgebender Landschaftspark, in dem noch einige alte Bäume stehen, die um 1840 gepflanzt wurden. Ein in jener Zeit angelegter Garten auf einer kleinen Garteninsel ist indes nicht mehr erhalten. Das Areal wird heute durch dichtes Gehölz dominiert.
Das Wasserschloss steht auf einer Insel in einem Hausteich, der vom Ölbach gespeist wird, und besitzt eine eigenwillige Grundrissform, die selbst für die Spätrenaissance und das beginnende Barock ungewöhnlich ist: Das Herrenhaus ist von einer nicht ganz regelmäßig geformten, sechseckigen Ringmauer umgeben, die eine Insel ähnlicher Form begrenzt. Von der Mauer fehlen heute der nördliche und nordwestliche Teil. Von innen lehnen sich an sie eingeschossige, ehemalige Wirtschaftsgebäude an. An den Ecken der Umfassungsmauer stehen polygonale Türme, die nur noch an der Südseite in voller Höhe erhalten sind. Zwei weitere stehen als Stümpfe an der West- und Ostseite. Letzterer markiert zugleich das Kopfende der Schlosskapelle und besitzt drei Fuß dicke Mauern. Er diente früher als Waschküche mit angeschlossener Badestube.
Der Zugang zur Schlossinsel erfolgt von Süden, über eine gemauerte Brücke aus der Zeit um 1840, die ein Brüstungsgitter aus Eisenguss im spätklassizistischen Stil besitzt. Dieses zeigt geflügelte Greifen und ist ein Produkt der Holter Eisenhütte. Die Brücke führt zum Schlosstor, dessen Torbogen die Inschrift „IOANNES ET SABINA CATHARINA COMES ET COMITISSA FRISIAE ORIENTALIS ET RETBERGAE“ trägt. Die ebenfalls dort zu findende Jahreszahl 1616 gibt den wahrscheinlichen Abschluss der Neubauarbeiten unter Johann III. von Ostfriesland und seiner Frau an.
Das schmucklose und ungegliederte Hauptgebäude besitzt einen rechteckigen Grundriss. An seiner südlichen Eingangsfassade stehen zwei quadratische Ecktürme mit geschweiften barocken Hauben und bekrönender Laterne. In der Mitte ist ihr ein achteckiger Treppenturm aus der Zeit um 1664 vorgebaut. Sein Portal besitzt eine rustizierte Hausteinrahmung und ist von einem Gesims abgeschlossen, welches das von einem Dreiecksgiebel bekrönten und von zwei liegenden Löwen flankierte Wappen der gräflichen Familie Rietberg trägt. An der Rückseite des Gebäudes liegen auf Höhe des Dachgeschosses anstelle der Türme drei Zwerchgiebel.

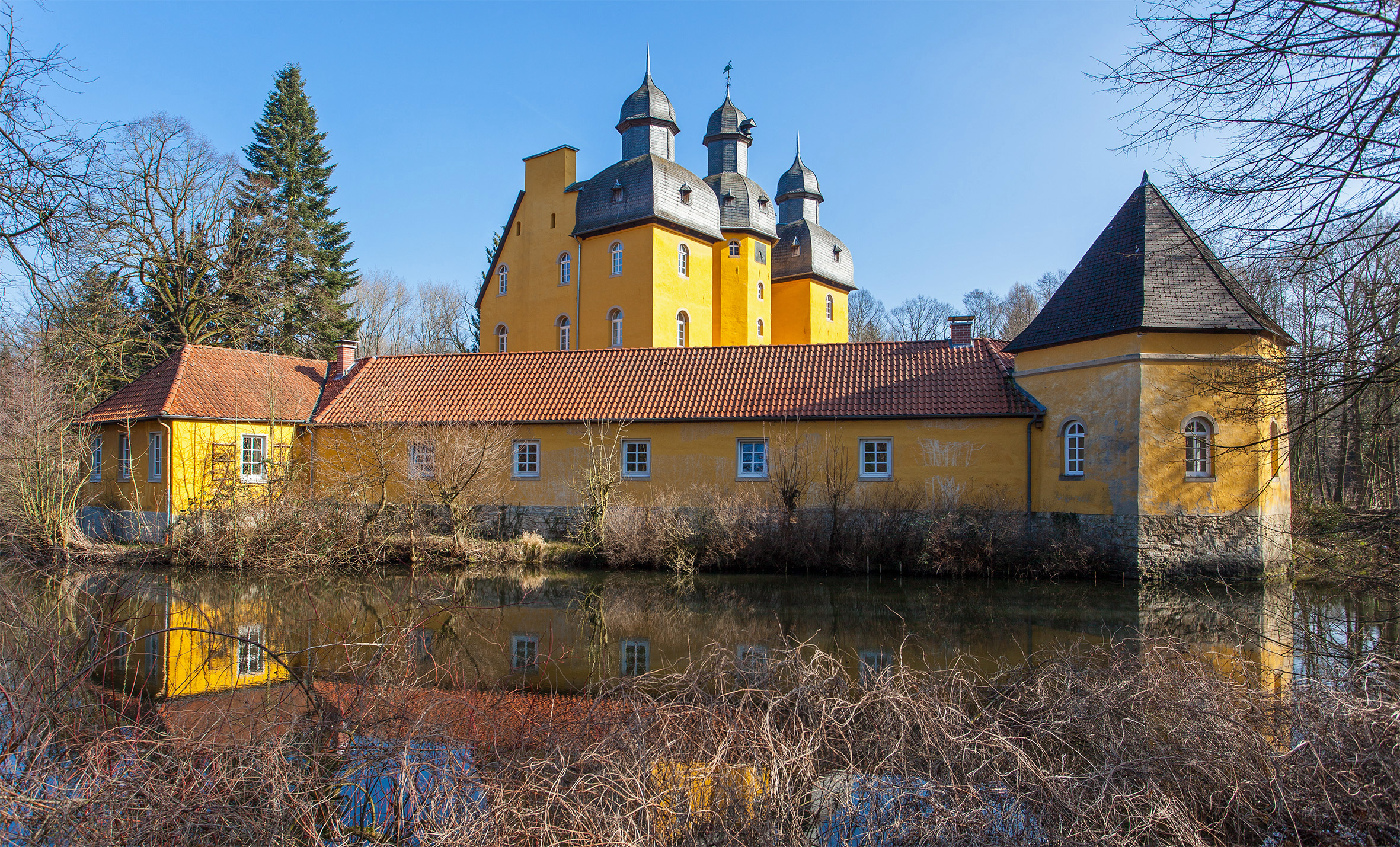
Ansicht von Westen
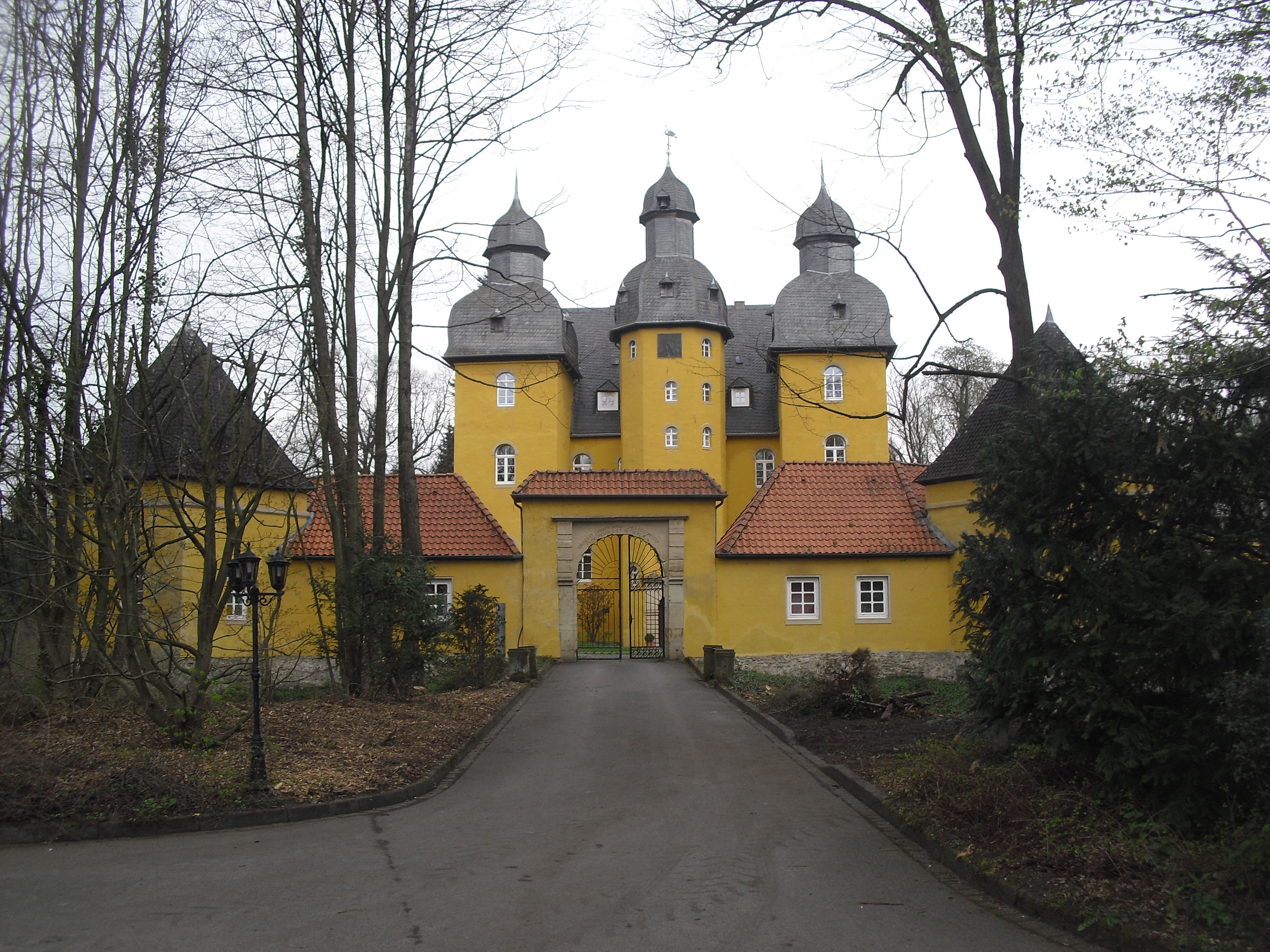
Südansicht
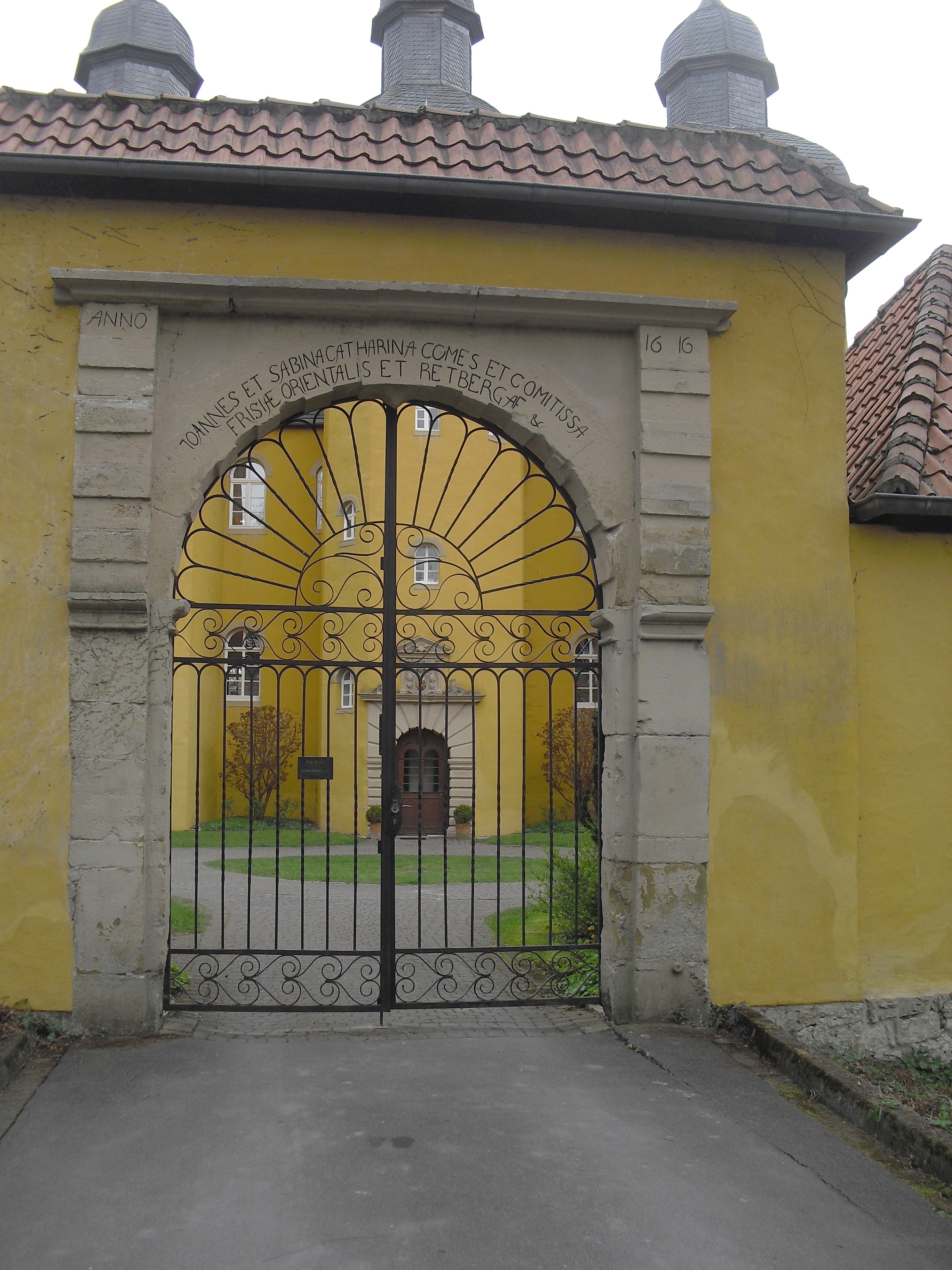
Tor in der Ringmauer
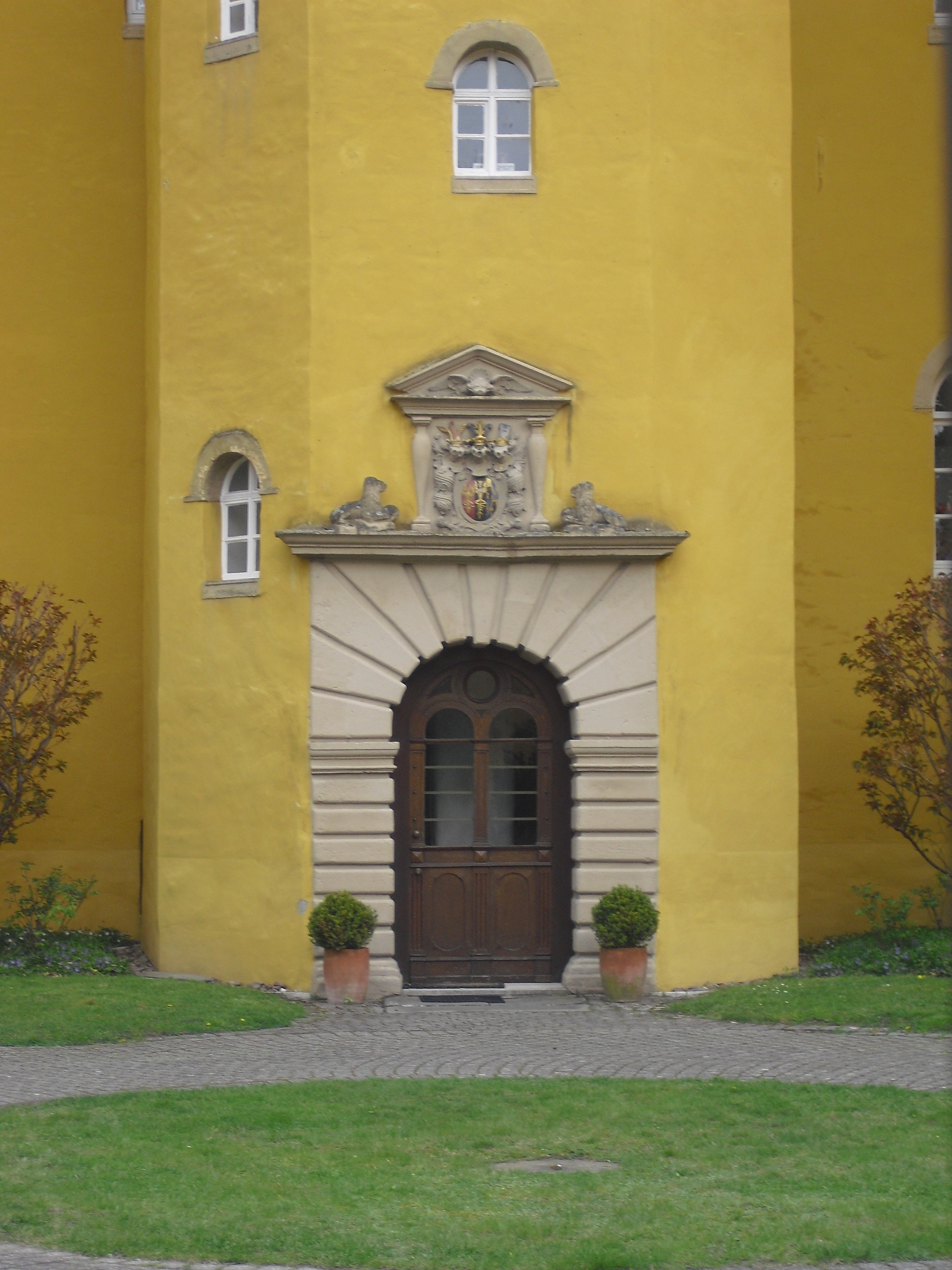
Portal des Treppenturms